# Björn Envall
Björn Envall (født 21. april 1942) er en svensk designer og tidligere chef for Saab Automobiles designafdeling.
Envall begyndte som lærling hos Sixten Sason hos Saab i 1960'erne. Efter en "mellemlanding" hos Opel tog Envall over efter Sason, som døde i 1967, og ledede Saabs designafdeling fra 1969 videre fra Saab 99 til Saab 9000. I løbet af 1970'erne skabte Saab under ledelse af Envall combi coupé-versionen af Saab 99, som i 1978 blev afløst af Saab 900. I rammerne af samarbejdet De fires klub stod Giorgetto Giugiaro for designet, mens Björn Envall "saabificerede" Fiat Croma/Lancia Thema.
Han stoppede hos Saab-Scania i 1992, to år før firmaet blev delt op i Saab Automobile og Scania AB. Hans sidste projekt var den i 1993 introducerede, anden generation af Saab 900.
I de senere år har Envall engageret sig i udstillinger om Sixten Sason, som er blevet vist i Trollhättan og Skara.